# 田村誠一
田村 誠一（たむら せいいち、1968年12月30日 - ）は、日本の実業家、経営コンサルタント、事業投資、事業再生プロフェッショナル。株式会社ローランド・ベルガーシニアパートナー。K.I.T.虎ノ門大学院（学校法人金沢工業大学虎ノ門キャンパス）イノベーションマネジメント研究科客員教授。元日本電産株式会社専務執行役員、元株式会社JVCケンウッド代表取締役兼執行役員副社長兼最高戦略責任者兼メディアサービス分野最高執行責任者、元アクセンチュアエグゼクティブ・パートナー、元株式会社企業再生支援機構マネージング・ディレクター、元学校法人グロービス経営大学院経営研究科教授、元石川県ニッチトップ企業等育成事業スーパーアドバイザー。

## 略歴
東京都出身。大田区立相生小学校、大田区立御園中学校を経て、私立開成高等学校卒業。
- 1992年： 東京大学経済学部経済学科卒業
- 2000年： ケロッグ経営大学院 エグゼクティブMBA（アドバンスド・ビジネス・マネジメント・プログラム）修了
- 1992年から2009年： アクセンチュア勤務、エグゼクティブ・パートナーとして経営コンサルティングに関与
- 2010年から2013年： 株式会社企業再生支援機構勤務、マネージング・ディレクターとして事業再生投資に関与
- 2011年から2012年： 芝政観光開発株式会社勤務、社外取締役として事業再生に関与
- 2011年から2013年： 藤庄印刷株式会社勤務、取締役副社長執行役員として事業再生に関与
- 2011年から2013年： 沖創建設株式会社勤務、社外取締役として事業再生に関与
- 2013年から2017年： 株式会社JVCケンウッド勤務
- 2017年から2019年： 日本電産株式会社勤務
- 2019年から： 株式会社ローランド・ベルガー勤務

## 執筆活動、メディア掲載

### 著書
- 『戦略プロフェッショナル 行動の流儀 其の一』（株式会社スペースシップ［ビジスパ］、2013年）
- 『戦略プロフェッショナル 行動の流儀 其の二』（株式会社スペースシップ［ビジスパ］、2013年）
- 『戦略プロフェッショナル 思考の流儀 其の一』（株式会社スペースシップ［ビジスパ］、2013年）
- 『戦略プロフェッショナル 思考の流儀 其の二』（株式会社スペースシップ［ビジスパ］、2013年）
- 『戦略プロフェッショナル 思考の流儀 其の三』（株式会社スペースシップ［ビジスパ］、2013年）
- 『戦略プロフェッショナル 思考の流儀 其の四』（株式会社スペースシップ［ビジスパ］、2013年）

### 共著書
- 『2002年版 最新経営イノベーション手法50』（日経BP社、2001年）
- 『Think! 別冊 No.1 一流の思考力』（東洋経済新報社、2008年）

### 共訳書
- 『サプライチェーン戦略』（東洋経済新報社、1999年）

### メールマガジン
- 『戦略プロフェッショナルの流儀』（株式会社スペースシップ［ビジスパ］、2011年3月Vol.001～2013年1月Vol.046）
- 『戦略プロフェッショナルの流儀 電子ブック版』（楽天kobo、2011年3月Vol.001～2012年8月Vol.036）

### 寄稿、取材協力
- 『日経ビジネス』 特集 売れない時代にこれだけ売れる（日経BP社、2002年）
- 『日経ビジネスアソシエ』 プロの必携の論理思考ツール（日経BP社、2004年）
- 『日経ITプロフェッショナル』 プロが教える業種･業務知識 自動車メーカー編（4回連載）（日経BP社、2004年）
- 『日経情報ストラテジー』 変化する顧客とバーチャルチャネル再構築 第2･4･6回（日経BP社、2007年）
- 『Think!』 戦略フレームワークを活かす技術（東洋経済新報社、2002年）
- 『Think!』 戦略論を再考する（4回連載）（東洋経済新報社、2003年から2004年）
- 『マネジメントトレンド』 戦略的事業撤退、事業分割（経営研究所、2006年）
- 『M&A Review』 戦略的事業売却の要諦（MIDCグループ、2007年）
- 『事業再生と債権管理 No.137』 企業再生支援機構の再生支援事例集（金融財政事情研究会、2012年）
- 他、日経産業新聞、輸送経済新聞、プレジデント、PRESIDENT Online、ASCII.jp, ZDNet Japan　など

## 公開講義、講演活動
- 企業研究会主催セミナー 『ITの有効投資とコスト削減』（2004年7月）
- 自動車部品業界向けセミナー 『グローバル競争 勝者の条件』（2005年1月）
- JCCG主催 コラボレーティブプランニング&カテゴリーマネジメントワークショップ 『小売業のハイパフォーマンス実現に向けて』（2006年4月）
- 経営研究所 『戦略的事業撤退、事業分割』（2006年5月）
- インド最新情報セミナー 『日本企業にとってのインドとは』 （2009年1月） など

## 社会人教育活動
企業戦略、企業再生、マーケティング、ビジネス分析などを専門領域として、各種ビジネススクールにおける講義や企業内研修に関与。
- 学校法人グロービス経営大学院、及びグロービス・マネジメント・スクール
- K.I.T.虎ノ門大学院
- 慶應丸の内シティキャンパス（慶應MCC）
- 特定非営利活動法人アイ・エス・エル Institute for Strategic Leadership
- 株式会社カラーズ・ビジネス・カレッジ
- 株式会社パックス など